# Liste des conseillers régionaux de la Drôme
Les conseillers régionaux de la Drôme sont élus dans le cadre des élections régionales pour siéger au conseil régional d'Auvergne-Rhône-Alpes.

## Mandature 2021-2028
La Drôme compte 15 conseillers régionaux au niveau du département sur les 204 élus du conseil régional d'Auvergne-Rhône-Alpes.
| Groupe politique                                              | Nom                   | Parti | Parti                                            |
| ------------------------------------------------------------- | --------------------- | ----- | ------------------------------------------------ |
| Les Républicains, Divers droite, Société civile et Apparentés | Didier-Claude Blanc   |       | LR                                               |
| Les Républicains, Divers droite, Société civile et Apparentés | Nicolas Daragon       |       | LR                                               |
| Les Républicains, Divers droite, Société civile et Apparentés | Marlène Mourier       |       | LR                                               |
| Les Républicains, Divers droite, Société civile et Apparentés | Marie-Hélène Thoraval |       | Horizons                                         |
| Les Républicains, Divers droite, Société civile et Apparentés | Florent Brunet        |       | LR                                               |
| Les Républicains, Divers droite, Société civile et Apparentés | Julien Cornillet      |       | LR                                               |
| Les Républicains, Divers droite, Société civile et Apparentés | Sylvie Perot          |       | DVD                                              |
| Les Républicains, Divers droite, Société civile et Apparentés | Patricia Picard       |       | LR                                               |
| Les Écologistes                                               | Maud Grard            |       | ÉCO                                              |
| Les Écologistes                                               | Olivier Royer         |       | EÉLV                                             |
| Rassemblement national                                        | Lisette Pollet        |       | RN                                               |
| UDI, Centristes et Apparentés                                 | Claude Aurias         |       | UDI                                              |
| Insoumis & Communistes                                        | Magali Romaggi        |       | LFI                                              |
| Non-inscrits                                                  | Samuel Arnaud         |       | DVG                                              |
| Non-inscrits                                                  | Stéphane Blanchon     |       | RN (2021-2022) REC (2022-2024) IDL (depuis 2024) |

## Mandature 2015-2021
La Drôme compte 14 conseillers régionaux au niveau du département sur les 204 élus du conseil régional d'Auvergne-Rhône-Alpes.
| Groupe politique                                      | Nom                   | Parti | Parti       |
| ----------------------------------------------------- | --------------------- | ----- | ----------- |
| Les Républicains, divers droite et société civile     | Nicolas Daragon       |       | LR          |
| Les Républicains, divers droite et société civile     | Marlène Mourier       |       | LR          |
| Les Républicains, divers droite et société civile     | Marie-Hélène Thoraval |       | LR          |
| Les Républicains, divers droite et société civile     | Didier-Claude Blanc   |       | LR          |
| Union des démocrates et indépendants                  | Claude Aurias         |       | UDI         |
| Union des démocrates et indépendants                  | Ghislaine Savin       |       | UDI         |
| Union des démocrates et indépendants                  | Mounir Aarab          |       | LC          |
| Socialistes, démocrates, écologistes et apparentés    | Michel Grégoire       |       | PS          |
| Socialistes, démocrates, écologistes et apparentés    | Françoise Casalino    |       | PS          |
| Socialistes, démocrates, écologistes et apparentés    | Aurélien Ferlay       |       | PS          |
| Rassemblement des citoyens, écologistes et solidaires | Corinne Morel Darleux |       | PG puis DVG |
| Front national                                        | Thierry Sénéclauze    |       | FN          |
| Front national                                        | Laure Pellier         |       | FN          |
| Front national                                        | Richard Fritz         |       | FN          |

### Élu membre de l'exécutif
- Nicolas Daragon (LR), 13e vice-président au tourisme.

## Mandature 2010-2015
La Drôme compte 13 conseillers régionaux sur les 157 élus qui composent l'assemblée du conseil régional de Rhône-Alpes, issue des élections des 14 et 21 mars 2010.
Composition par ordre décroissant du nombre d'élus :
- PSEA : 5 élus
- UDC : 3 élus
- EELV : 3 élus
- FdG : 1 élue
- FN : 1 élu

| Identité              | Étiquette | Groupe                                                                                        | Autres mandats/fonctions |
| --------------------- | --------- | --------------------------------------------------------------------------------------------- | --- |
| Annie Agier           |           | Groupe Europe Écologie Les Verts (EELV)                                                       | |
| Bernard Pinet         | FN        | Front national                                                                                | Conseiller municipal de Romans-sur-Isère |
| Jean-Marie Chosson    |           | Groupe Europe Écologie Les Verts (EELV)                                                       | Adjoint au maire de Romans-sur-Isère |
| Jean-Michel Creisson  | PS        | Groupe Socialiste, Ecologiste et Apparentés (PSEA)                                            | Adjoint au maire de Valence, conseiller de la Communauté d'agglomération de Valence Romans Sud Rhône-Alpes, membre du syndicat mixte Rovaltain |
| Michèle Eybalin       | PS        | Groupe Socialiste, Ecologiste et Apparentés (PSEA)                                            | Conseillère municipale de Montélimar |
| Aurélien Ferlay       | PS        | Groupe Socialiste, Ecologiste et Apparentés (PSEA)                                            | Maire de Moras-en-Valloire, conseiller de la Communauté de communes Rhône-Valloire |
| Michel Grégoire       | PS        | Groupe Socialiste, Ecologiste et Apparentés (PSEA)                                            | 15e vice-président du Conseil régional délégué à l'agriculture et au développement rural, conseiller général du Canton de Buis-les-Baronnies, président de la Communauté de communes du Pays du Buis-les-Baronnies, maire de La Roche-sur-le-Buis |
| Didier Jouve          |           | Groupe Europe Écologie Les Verts (EELV)                                                       | Membre du syndicat mixte Rovaltain |
| Patrick Labaune       | UMP       | Union de la Droite et du Centre et Apparentés (UDC-APP)                                       | Député de la 1re circonscription de la Drôme |
| Corinne Morel Darleux | PG        | Front de Gauche, Ensemble, Communistes, Parti de Gauche, Gauche unitaire et partenaires (FdG) | |
| Marie-Pierre Mouton   | PRV       | Union de la Droite et du Centre et Apparentés (UDC-APP)                                       | Conseillère générale du Canton de Pierrelatte |
| Nathalie Nieson       | PS        | Groupe Socialiste, Ecologiste et Apparentés (PSEA)                                            | Maire de Bourg-de-Péage |
| Marie-Hélène Thoraval | UMP       | Union de la Droite et du Centre et Apparentés (UDC-APP)                                       | Députée de la 4e circonscription de la Drôme, conseillère municipale de Romans-sur-Isère |

## Mandature 2004-2010
Les 14 conseillers régionaux de la Drôme élus lors des élections des 21 et 28 mars 2004.
- PS : Jean Besson, Nathalie Nieson, Gérard Bertrand, Michèle Eybalin
- Les Verts : Véronique Schloter, Didier Jouve
- UDF : Thierry Cornillet, Marie-Pierre Mouton
- UMP : Catherine Vespier, Patrick Labaune
- FN : Joël Cheval, Chantal Bouchardon
- PCF : Jean-Michel Bochaton
- PRG : Marianne Ory

## Mandature 1998-2004
Les 12 conseillers régionaux de la Drôme élus lors des élections du 15 mars 1998.
- Liste Gauche Plurielle
  - Groupe PS-PRG-DVG et Apparentés : Gérard Bertrand, Michèle Eybalin, Henri Fauqué, Isabelle Bizouard
  - Groupe des Conseillers régionaux Communistes et Républicains de Rhône-Alpes : Jean-Michel Bochaton
- Liste RPR-UDF
  - Groupe ORA - RPR/UDF Indépendants, Oui à Rhône-Alpes : Hervé Mariton, Hélène Baudier
  - Groupe RPR - Rassemblement pour la Région Rhône-Alpes : Patrick Labaune
  - Groupe UDF et Apparentés pour Rhône-Alpes : Thierry Cornillet
- Liste Front national
  - Groupe Front national : Joël Cheval, Albert Rosset, Bernard Pinet

Gabriel Biancheri

## Mandature 1992-1998
Patrick Labaune, Hervé Mariton, Gabriel Biancheri, Didier Guillaume, Roger Léron

## Mandature 1986-1992
Patrick Labaune, Hervé Mariton, Jean Besson, Thierry Cornillet, Roger Léron